# Slag bij Buxar

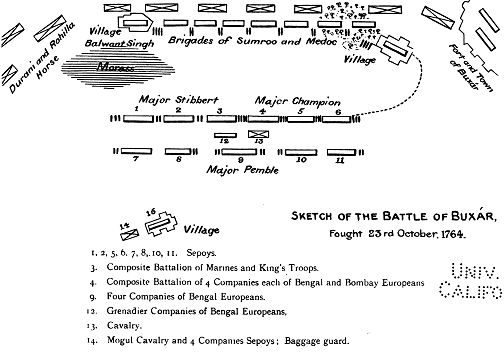
Slag bij Buxar

De Slag bij Buxar (23 oktober 1764) was een veldslag tussen de troepen van de Britse East India Company onder leiding van Hector Munro en een gezamenlijke strijdmacht van de nawab van Bengalen, Mir Qasim, de nawab van Avadh, Shuja ud-Daulah en de Mogolkeizer Shah Alam II. De slag vond plaats bij het versterkte dorp Buxar aan de Ganges, ongeveer 130 km ten westen van Patna, in Bihar. De uitkomst was een duidelijke overwinning voor de Britten, die daarmee in een slag grote delen van het noorden van India in handen kregen.

## Voorgeschiedenis
Sinds de 17e eeuw hadden zich Britse handelaren in de Mogolprovincie Bengalen gevestigd. In 1717 kregen de Britten van de Mogolkeizer via een farman toestemming voor eigen muntslag en vrije handel in Bengalen. De onafhankelijk opererende nawabs van Bengalen voerden deze farman niet uit omdat ze baat hadden bij het controleren van de muntslag en handel. 
Deze situatie was typisch voor de afnemende macht van de Mogols in de 17e eeuw: de keizer was alleen in theorie nog een werkelijke factor van belang. Veel gebieden die in de 17e eeuw aan het Mogolrijk hadden behoord waren in de 18e eeuw bovendien in handen van de Maratha's gevallen. Het leek een kwestie van tijd tot een nieuwe macht een einde aan de Mogoldynastie zou maken en de keizerstitel zelf op zou eisen. In 1752 waren de Mogols gedwongen het recht op chauth (een vierde van de belasting) over vrijwel al hun provincies aan de Maratha's te geven, op voorwaarde dat de laatsten de Mogols zouden beschermen tegen aanvallen uit Afghanistan. In de Derde Slag bij Panipat (1761) vochten de Maratha's en de Afghanen om de heerschappij over het noorden van India. De uitkomst was een grote nederlaag voor de Maratha's, waardoor dezen zich een decennium lang niet met het noorden van India bezig konden houden. De Afghanen trokken zich echter terug, met als gevolg dat er een machtsvacuüm ontstond. Dit bood de Britten de kans om hun gezag over delen van het noorden van India te vestigen.
Sinds de 17e eeuw hadden de Britten handelsposten in Bengalen, maar de uitbreiding van hun activiteiten en de versterking van hun forten bracht hen in conflict met de nawab van Bengalen, Siraj ud-Daulah. De nawab bezette in 1756 Calcutta en andere Britse handelsposten. De opportunistische bevelhebber Robert Clive werd uitgezonden om de nawab tot terugtrekking te dwingen, maar zette de strijd nadien voort. In de slag bij Plassey (tegenwoordig Palashi) in juni 1757 versloeg Clive Siraj ud-Daulah met behulp van de overloper Mir Jafar, die als Britse marionet op de troon van Bengalen gezet werd. Aanvankelijk kon dit op de goedkeuring van de Mogolkeizer rekenen, die aanvankelijk liever de Britten dan de ambitieuze nawab als vazal had.
Mir Jafar accepteerde echter niet dat de Britten hem als vazal behandelden. In 1763 vervingen de Britten hem daarom door zijn neef Mir Qasim. Deze kwam in opstand en vond een bondgenoot in de nawab van Avadh, Shuja ud-Daulah, die ook vizier aan het hof van de Mogolkeizer was. De Mogolkeizer zelf had in de 18e eeuw weinig werkelijke macht meer over zijn vazallen. Shah Alam II was echter een jong en ambitieus man, die probeerde de oude glorie van de Mogols te herstellen. Het vestigen van zijn directe gezag over de rijke provincie Bengalen zou hem de middelen kunnen bieden om gebied op de Maratha's te heroveren.

## Verloop
De Britse majoor Hector Munro had 7072 man ter beschikking, van wie 857 Britse soldaten, 5297 Indische sepoys (huursoldaten in Europese dienst) en 918 Indische cavaleristen. De Mogols hadden een meer dan 40.000 man sterk leger, maar de verschillende facties ontbeerden duidelijke onderlinge communicatie. Een meningsverschil tussen Shah Alam II en Shuja ud-Daulah verergerde de situatie en Mir Qasim, die weinig zag in het leveren van slag met de Britten, verliet zijn positie terwijl de bevelhebber Mirza Najaf Khan juist overging tot de aanval. Dit werd opgevangen door de Britten en er volgden gedurende de morgen diverse gevechtshandelingen. 
Rond het middaguur kwam de slag ten einde. Nawab Shuja ud-Daulah trok zich terug over de rivier, waarbij hij de bootbrug achter zich liet opblazen. De nawab liet daarmee de Mogolkeizer en een groot deel van zijn eigen regiment achter. Mir Qasim, die te laat was verschenen om nog iets aan de uitkomst van de slag te kunnen veranderen, had ook weinig keuze dan te vluchten. Hij zou later zelfmoord plegen.
Mirza Najaf Khan formeerde de overgebleven troepen rondom de Mogolkeizer. Shah Alam II besloot zich echter over te geven en met de Britten te onderhandelen.
De Britten zouden 1847 doden en gewonden hebben geteld. Van het Mogolleger werd geschat dat ongeveer 2000 man het leven verloren.

## Afloop
Als gevolg van de slag werd het Britse gezag over een groot deel van het noorden van India gevestigd. De overwinning op Frankrijk in de Zevenjarige Oorlog (1755-1764) had de Britten ook al de hegemonie in het zuiden van India bezorgd. De enige nog overgebleven tegenstanders van formaat in India waren de Maratha's, met wie de Britten een halve eeuw later zouden afrekenen.
De onderhandelingen tussen de Britten en de Mogolkeizer leidden tot het verdrag van Allahabad. De Britten kregen daarbij van de keizer de diwan over Bengalen, Bihar en delen van Avadh toegewezen. Shah Alam II kreeg de stad Allahabad. De nawab van Avadh moest grote gebieden aan de Britten overdragen en een Britse resident met een aanzienlijke strijdmacht aan zijn hof dulden. Ook in Delhi werd op den duur een Britse resident aangesteld.
In Bengalen kozen de Britten ervoor opnieuw Mir Jafar op de troon te plaatsen, die een makkelijker bruikbare marionet was gebleken dan zijn neef. Zonder recht op belastinginkomsten was de nawab echter alleen nog verantwoordelijk voor benoemingen in het bestuur en de rechtspraak. Uiteindelijk zou hem dit ook worden ontnomen in 1793.
Het recht op de diwan in Bengalen en Bihar maakte van de East India Company in naam een vazal van de Mogolkeizer, een situatie die alle betrokkenen goed uitkwam. De Company stond in de tweede helft van de 18e eeuw verschillende malen voor een bankroet en de Britse regering was daarom niet van plan de verantwoordelijkheid voor het bestuur van de nieuwe kolonies op zich te nemen. De Company was echter slecht uitgerust om miljoenen Indische onderdanen te regeren, en was daarom gedwongen zich te hervormen. In 1773 werden alle Britse kolonies in India onder het centraal gezag van een gouverneur-generaal in Calcutta samengevoegd. De eerste gouverneur-generaal, Warren Hastings, maakte eindelijk een begin met de noodzakelijke hervormingen van het koloniaal bestuur. In 1784 greep de Britse regering opnieuw in en werd een Board of Control ingesteld, zodat Londen directe invloed kreeg op de gebeurtenissen in India.